# Бока Унидос
Клуб Атле́тико «Бо́ка Уни́дос» (исп. Club Atlético Boca Unidos), или просто «Бока Унидос» (исп. Boca Unidos), — аргентинский футбольный клуб, представляющий город Корриентес, расположенный в одноимённой провинции. Клуб в настоящее время играет в Примере B Насьонал, второй лиге в аргентинской футбольной системе.

## История
Клуб был основан 17 июля 1927 года группой молодых приятелей для участия в любительских футбольных соревнованиях. Большую часть своей истории «Бока Унидос» провёл в низших лигах, выступая на региональном уровне.
Взлёт клуба наблюдается с начала 2000-х годов. В сезоне 2008/2009 «Бока Унидос» победил в Торнео Архентино A, обыграв в финале турнира клуб «Патронато» в серии пенальти. С сезона 2009/10 по сезон 2017/18 «Бока Унидос» выступала в Примере B Насьональ, после чего вернулась в Торнео Архентино A.

## Достижения
- Торнео Архентино A: 1

2008/2009
- Торнео Архентино B: 1

2006/2007